# Lepanthes fusiformis
Lepanthes fusiformis är en orkidéart som beskrevs av Carlyle August Luer. Lepanthes fusiformis ingår i släktet Lepanthes och familjen orkidéer. Inga underarter finns listade i Catalogue of Life.